# Joe Namath
Pro Football Hall of Fame 1985
(en) Statistiques sur pro-football-reference
Joe Namath, né le 31 mai 1943 à Beaver Falls (Pennsylvanie), est un sportif professionnel américain de football américain ayant joué au poste de quarterback au sein de l'American Football League (AFL) et de la National Football League (NFL).
Il remporte le Super Bowl III avec les Jets de New York, seul Super Bowl gagné par cette franchise à ce jour.

## Biographie
Namath reçoit plusieurs offres pour intégrer un programme universitaire de football américain (Penn State, Ohio State, Alabama et Notre Dame). Initialement il désirait intégrer l'université du Maryland ayant été fortement recommandé par son entraîneur adjoint Roland Arrigoni. Néanmoins, il n'y est pas accepté parce que ses résultats au lycée n'atteignaient pas les minima requis par cette université.
Ayant été repéré par l'entraîneur principal Bear Bryant, Namath accepte la bourse offerte par l'université de l'Alabama. Bryant a estimé par la suite que le recrutement de Namath fut "sa meilleure décision jamais prise en tant qu'entraîneur principal."
Joe Namath joue pendant trois années pour le Crimson Tide de l'Alabama, équipe évoluant dans la Southeastern Conference au sein de la NCAA Division I FBS. Il remporte avec le tide le titre de champion national 1964 (en). Pendant sa période universitaire, il affiche un bilan de 29 victoires pour 4 défaites.

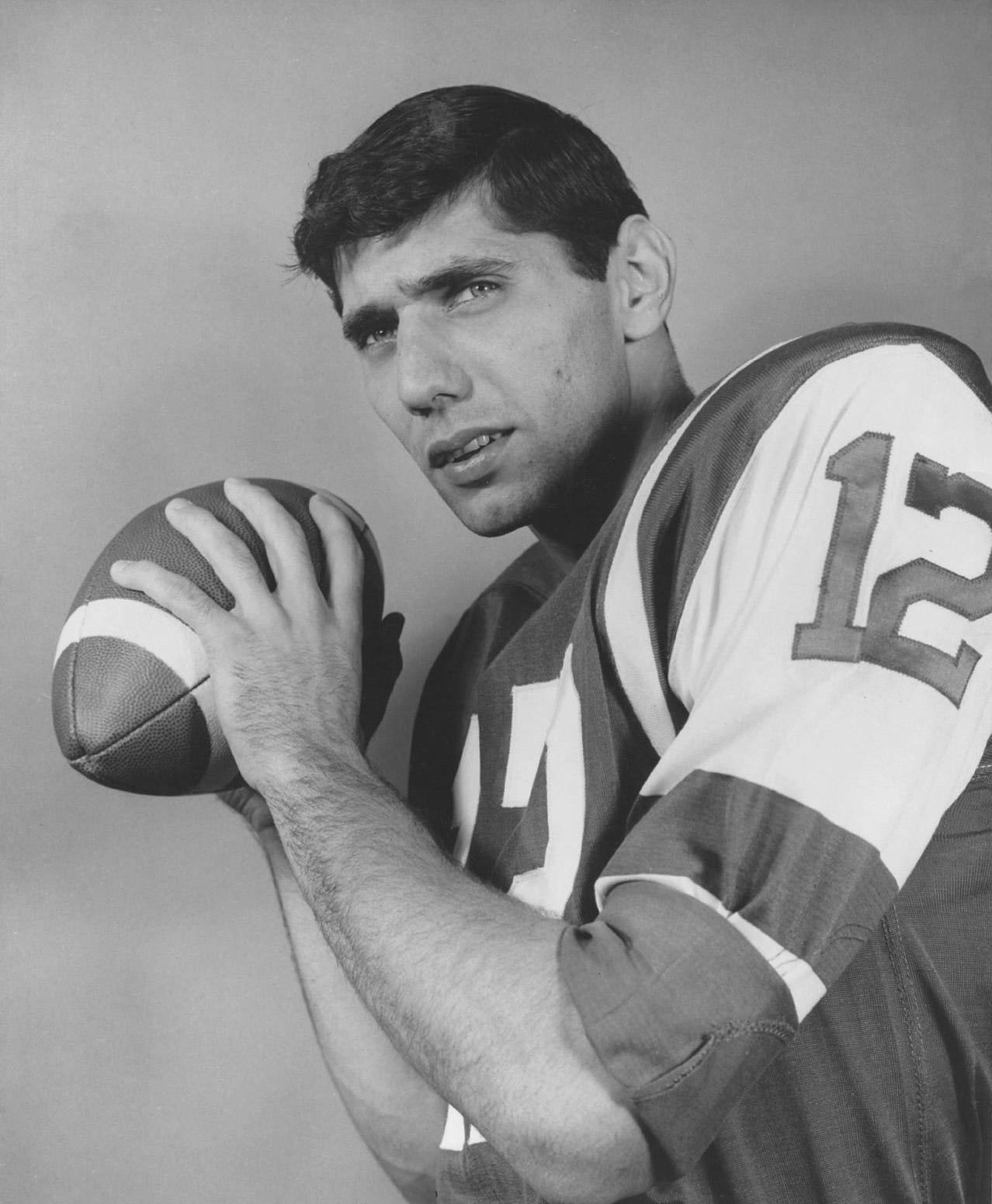
Joe Namath en 1965

Joe Namath désire passer professionnel en 1965 et il se présente aux drafts organisées la NFL et de l'AFL.
Les Cardinals de l'Arizona (NFL) le choisissent en 12e choix global lors du premier tour de la draft NFL tandis que les Jets de New York (AFL) le choisissent en 2e choix global lors du premier tour de la draft AFL.
Namath opte pour jouer avec la franchise des Jets évoluant en AFL.
Désigné meilleure recrue de l'année (rookie of the year) en 1965, il est le premier quarterback professionnel à gagner plus de 4 000 yards à la passe en une saison (1967).
Le 12 janvier 1969 à l'occasion du Super Bowl III, Joe Namath dispute avec les Jets un match annoncé perdu d'avance par de nombreux observateurs. La rivalité NFL-AFL est alors à son apogée et Norm Van Brocklin déclare même avant le match : "Ce sera le premier match professionnel pour Joe Namath". Namath réplique : "Les Jets gagneront dimanche. Je vous le garantis." Les Jets remportent le match et Namath qui réussit dix-sept passes pour un gain de 206 yards est désigné MVP de la partie. Il devient dès lors le symbole de la crédibilité sportive de l'AFL.
Il est intronisé au Pro Football Hall of Fame en 1985.
Après sa carrière sportive, il tourne dans quelques films et séries télévisées en tant qu'invité (comme dans la série télévisée Les Simpson). Il continue, comme durant sa carrière sportive, à tourner des publicités pour la télévision. Il franchise également quelques bars au nom de "Broadway Joe", son surnom. Il est aussi consultant lors de matchs télévisés de football américain sur ABC.

## Statistiques

### Universitaires
| Année       | Équipe      | Statut      | MJ |         | Passes   | Passes | Passes | Passes | Passes | Passes | Passes  |       | Courses | Courses | Courses | Courses |
| Année       | Équipe      | Statut      | MJ | Tentées | Réussies | Pct.   | Yards  | TD     | Int.   | Éval.  | Tentées | Yards | Moy.    | TD      |         |         |
| 1962        | Alabama     | -           | 10 | 146     | 76       | 52,1   | 1 192  | 13     | 8      | 139,1  | 70      | 229   | 3,3     | 4       |         |         |
| 1963        | Alabama     | -           | 10 | 128     | 63       | 49,2   | 765    | 7      | 7      | 106,5  | 76      | 201   | 2,6     | 5       |         |         |
| 1964        | Alabama     | -           | 10 | 100     | 64       | 64     | 756    | 4      | 5      | 130,7  | 44      | 133   | 3,0     | 6       |         |         |
| Totaux NCAA | Totaux NCAA | Totaux NCAA | 30 | 374     | 203      | 54,3   | 2 713  | 24     | 20     | 125,7  | 190     | 563   | 3,0     | 15      |         |         |

### Professionnelles
| Année              | Équipe              | MJ                 |         | Passes   | Passes | Passes | Passes | Passes | Passes | Passes  |       | Courses | Courses | Courses | Courses |
| Année              | Équipe              | MJ                 | Tentées | Réussies | Pct.   | Yards  | TD     | Int.   | Éval.  | Tentées | Yards | Moy.    | TD      |         |         |
| 1965               | Jets de New York    | 13                 | 340     | 164      | 48,2   | 2 220  | 18     | 15     | 68,7   | 8       | 19    | 2,4     | 0       |         |         |
| 1966               | Jets de New York    | 14                 | 471     | 232      | 49,3   | 3 379  | 19     | 27     | 62,6   | 6       | 42    | 7       | 2       |         |         |
| 1967               | Jets de New York    | 14                 | 491     | 258      | 52,5   | 4 007  | 26     | 28     | 73,8   | 6       | 14    | 2,3     | 0       |         |         |
| 1968               | Jets de New York    | 14                 | 380     | 187      | 49,2   | 3 147  | 15     | 17     | 72,1   | 5       | 11    | 2,2     | 2       |         |         |
| 1969               | Jets de New York    | 14                 | 361     | 185      | 51,2   | 2 734  | 19     | 17     | 74,3   | 11      | 33    | 3       | 2       |         |         |
| 1970               | Jets de New York    | 5                  | 179     | 90       | 50,3   | 1 259  | 5      | 12     | 54,7   | 1       | -1    | -1      | 0       |         |         |
| 1971               | Jets de New York    | 4                  | 59      | 28       | 47,5   | 537    | 5      | 6      | 68,2   | 3       | -1    | -0,3    | 0       |         |         |
| 1972               | Jets de New York    | 13                 | 324     | 162      | 50     | 2 816  | 19     | 21     | 72,5   | 6       | 8     | 1,3     | 0       |         |         |
| 1973               | Jets de New York    | 6                  | 133     | 68       | 51,1   | 966    | 5      | 6      | 68,7   | 1       | -2    | -2      | 0       |         |         |
| 1974               | Jets de New York    | 14                 | 361     | 191      | 52,9   | 2 616  | 20     | 22     | 69,4   | 8       | 1     | 0,1     | 1       |         |         |
| 1975               | Jets de New York    | 14                 | 326     | 157      | 48,2   | 2 286  | 15     | 28     | 51     | 10      | 6     | 0,6     | 0       |         |         |
| 1976               | Jets de New York    | 11                 | 230     | 114      | 49,6   | 1 090  | 4      | 16     | 39,9   | 2       | 5     | 2,5     | 0       |         |         |
| 1977               | Rams de Los Angeles | 4                  | 107     | 50       | 46,7   | 606    | 3      | 5      | 54,5   | 4       | 5     | 1,3     | 0       |         |         |
| Totaux en carrière | Totaux en carrière  | Totaux en carrière | 3 762   | 1 886    | 50,1   | 27 663 | 173    | 220    | 65,5   | 71      | 140   | 2       | 7       |         |         |

## Filmographie
- 1970 : Norwood de Jack Haley Jr. : Joe William Reese[2] ;
- 1984 : Le Train de Chattanooga (Chattanooga Choo Choo) de Bruce Bilson : Newt Newton[2] ;
- 1986 : L'Agence tous risques (The A-Team) : match au sommet (Quarterback Sneak) - Saison 5, Épisode 4 : T.J. Bryant[2] ;
- Il apparaît également dans l'épisode 7 de la saison 9 de la série télévisée Les Simpson, dans l'épisode 9 de la saison 1 de la série télévisée Alf et dans l'épisode 10 de la saison 8 de la série télévisée Mariés, deux enfants[2].